# Empoli Football Club 1972-1973
Questa voce raccoglie le informazioni riguardanti l'Empoli Football Club nelle competizioni ufficiali della stagione 1972-1973.

## Rosa
| N. |                   | Ruolo | Calciatore         |
| -- | ----------------- | ----- | ------------------ |
|    | Italia (bandiera) | D     | Maurizio Alderighi |
|    | Italia (bandiera) | A     | Angelo Amadori     |
|    | Italia (bandiera) |       | Ancillotti         |
|    | Italia (bandiera) | A     | Sergio Biliotti    |
|    | Italia (bandiera) | A     | Sauro Bonetti      |
|    | Italia (bandiera) | D     | Andrea Cisco       |
|    | Italia (bandiera) | C     | Corrado Corradini  |
|    | Italia (bandiera) | A     | Ferdinando Donati  |
|    | Italia (bandiera) | C     | Massimo Fusi       |
|    | Italia (bandiera) | A     | Andrea Grazzini    |
|    | Italia (bandiera) | C     | Ermes Lasagni      |

| N. |                   | Ruolo | Calciatore             |
| -- | ----------------- | ----- | ---------------------- |
|    | Italia (bandiera) | D     | Gian Pietro Martinelli |
|    | Italia (bandiera) | P     | Claudio Mori           |
|    | Italia (bandiera) | C     | Nicola Perricone       |
|    | Italia (bandiera) | A     | Lionello Polesello     |
|    | Italia (bandiera) | C     | Vincenzo Porcari       |
|    | Italia (bandiera) | C     | Gaetano Salvemini      |
|    | Italia (bandiera) | D     | Roberto Scarpellini    |
|    | Italia (bandiera) | D     | Primo Serafini         |
|    | Italia (bandiera) | P     | Sergio Settini         |
|    | Italia (bandiera) | P     | Oriano Testa           |